# Charlotte Motor Speedway
Le Charlotte Motor Speedway (auparavant Lowe's Motor Speedway) est un complexe automobile de type ovale classique utilisé en NASCAR. Il se trouve à Concord ville située dans la banlieue nord à 13 milles (20,921472 km) de Charlotte dans l'état de Caroline du Nord aux États-Unis.
Les courses NASCAR les plus renommées qui s'y disputent sont le Coca-Cola 600 disputé le weekend du Memorial Day, l'All-Star Race et le Bank of America 500.
Le speedway fut construit en 1959 par Bruton Smith et est considéré comme le circuit mère de la NASCAR puisque beaucoup d'écuries sont implantées dans la région de Charlotte. Le circuit est propriété de la société Speedway Motorsports, Inc. (SMI) présidée par Marcus G. Smith (fils de Bruton Smith).

## Les circuits

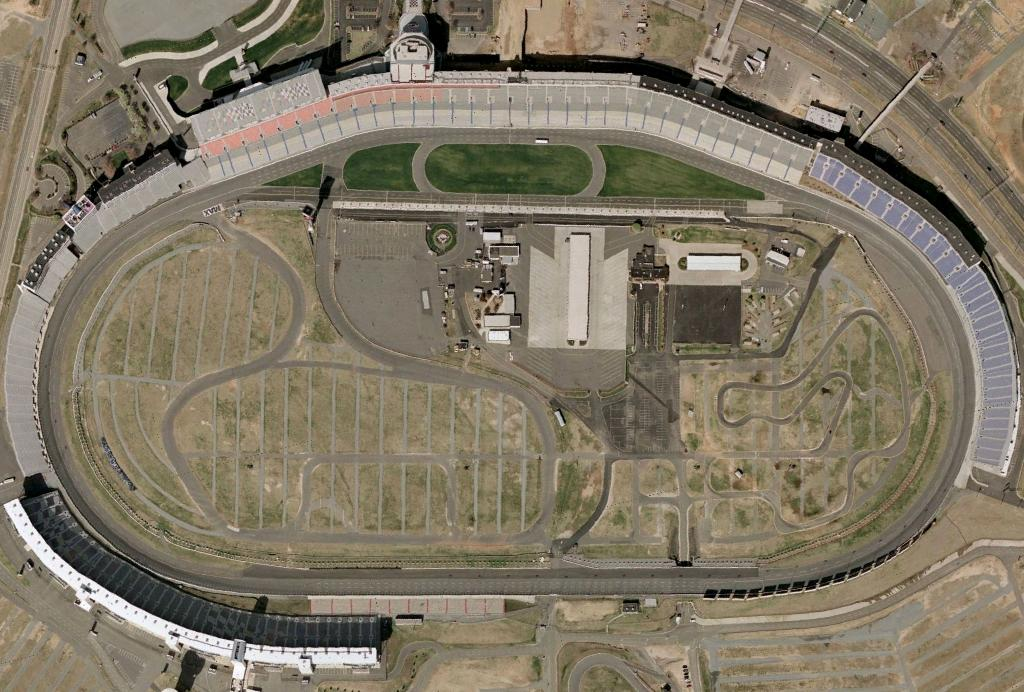
Vue aérienne du circuit.

### Le quad-oval
Le circuit de type quad-oval (ovale comportant une ligne droite formant un coude) est long de 1,5 milles (2,414 km) avec des virages inclinés à 24° et des lignes droites inclinées 5°. Actuellement le circuit accueille des courses de NASCAR Cup Series, de NASCAR Xfinity Series et de NASCAR Camping World Truck Series.
Sur l'aire intérieur de l'ovale se trouve un circuit de route avec 13 virages, long de 2,42 milles (3,895 km) et un circuit de cart long de 0,6 milles (0,966 km).
Un circuit long de 0,25 milles (0,402 km) en forme d'ovale plat est également placé derrière la ligne droite arrière et accueille les courses de NASCAR Whelen Southern Modified Tour (en), le Summer Shootout Series et d'autres événements tels que le Legends Millon.

### Le zMAX Dragway
Le zMAX Dragway est une dragstrip (piste pour dragsters) à quatre bandes situé sur un terrain de 125 acres (506 m2) propriété du circuit au-delà de l'autoroute U.S. Highway 29. Il fut construit en 2008 impliquant 1 876 ouvriers pour un total de 636 000 heures. Avec une moyenne de 300 ouvriers travaillant en moyenne 11 heures par jour, le chantier initialement prévu pour durer 13 mois sera termine en 6 mois. À un moment donné, pendant la construction de la piste, certains riverains ont entamé une action par devant le Conseil de la ville de Concord prétextant de fortes nuisances sonores causées par les dragsters, espérant ainsi faire cesser les travaux. Smith, à la suite de cette action, menace de fermer définitivement le circuit Charlotte Motor Speedway et de le recréer ailleurs dans la banlieue de Charlotte,. Interrogé sur cette réelle intention, Smith répliqua "I am deadly serious" (Je suis extrêmement sérieux). Après un mois de négociations, la question était réglée et plutôt que de fermer le circuit, Smith annonce un investissement de 200 millions de $ pour d'une part, améliorer les infrastructures routières et autoroutières et d'autre part, réduire les nuisances sonores de la piste de dragsters.
Le zMAX Dragway ouvre officiellement le 20 août 2008 et une séance portes ouvertes est organisée quelques jours plus tard. La première compétition NHRA se déroule les 11 au 14 septembre 2008.
Ce dragstrip est la seule piste de quatre lignes des États-Unis dont le revêtement est en béton. La tour de la ligne de départ a une surface de 34 000 pieds2  (3 200 m2) et comprend 16 suites de luxe, des zones de contrôle de la course et une salle de presse. Deux tribunes (situées de part et d'autre de la piste) peuvent accueillir 30 000 spectateurs. Vingt-quatre suites luxueuses (hébergement inclus) sont situées au-dessus de la tribune principale. Deux tunnels sous la piste permettent aux spectateurs de passer d'une tribune à l'autre.

### La piste en terre
La piste en terre battue (Dirt track) de Charlotte est un circuit plat en forme d'ovale d'une longueur de 0,4 milles (0,644 km). Par rapport au circuit de NASCAR, il se situe au-delà de l'autoroute Highway 29. Construit en 2000, il possède environ 14 000 sièges. Il accueille des compétitions de Dirt Late Models, Modifieds, Sprint Car racing (en), Monster Trucks et la prestigieuse finale des World of Outlaws (en) In 2013, the track hosted the Global Rallycross Round 8.

## Histoire
Le Charlotte Motor Speedway fut dessiné par Bruton Smith avec l'aide de son partenaire et pilote Curtis Turner en 1959. La première course de NASCAR World 600 se déroule sur le circuit le 19 juin 1960. Le 8 décembre 1961, le circuit fait aveu de faillite. Le Juge J.B. Craven de l' US District Court du nord-ouest de la Caroline réorganise sa structure en vertu du chapitre 10 de la Loi sur la faillite. Il nomme Robert Red Robinson en qualité de fiduciaire de la piste jusqu’en mars 1962. Après cette date, un comité composé des principaux actionnaires du circuit est constitué. Il est dirigé par A.C. Goines et Richard Howard (propriétaire de magasins de meubles). Goines, Howard et Robinson travailleront pour maintenir à flot le speedway.
En avril 1963, une somme de 750 000 $ est remboursée à une vingtaine de créanciers et le circuit est sauvé de la faillite. Le Juge Craven nomme Goines président et Howard directeur général adjoint du circuit. En 1964, Howard devient directeur général du circuit et le 1er juin 1967, les hypothèques du circuits sont remboursées en intégralité.
Bruton Smith quitte l'organisation du circuit en 1962 pour d’autres occupations (banque et concession automobile à Rockford dans l'Illinois). Il y rencontre le succès et commence à acquérir des parts dans le circuit. En 1974, Smith s'implique de plus en plus dans l'organisation du circuit à tel point qu'en 1975, Richard Howard déclare "I haven't been running the speedway. It's being run from Illinois." (Ce n'est pas moi qui ai fait tourner le circuit, cela s'est fait de l'Illinois). En 1975, Smith détient la majorité des parts et reprend le contrôle journalier du circuit. En octobre 1975, il engage H.A. "Humpy" Wheeler comme directeur général et le 29 janvier 1976, Richard Howard démissionne de son poste de président du circuit. Ensemble, Smith et Wheeler vont commencer à améliorer et agrandir l'infrastructure.
Au cours des années suivantes, de nouvelles tribunes et des suites luxueuses sont ajoutées. Les infrastructures sont modernisées pour augmenter le confort des fans. En 1988, la Smith Tower, haute de sept étages, est construite et reliée à la tribune principale. Cette tour abrite les bureaux des mandataires sociaux du circuit, la billetterie, des boutiques, des bureaux à louer, le Club Speedway et des aires de restauration et de divertissements. Le circuit devient le premier site sportif aux États-Unis à offrir toute l’année des logements lorsqu'en 1984, quarante loges (logement avec commodités partagées) sont implantées avec vue sur le virage no 1. En 1991, douze unités sont ajoutées à cette construction.
En 1992, Smith et Wheeler débloquent 1,7 million de $ pour l'installation par la société Musco Lightning de 1 200 unités d'éclairage autour du circuit. La piste devient le premier circuit moderne type superspeedway à accueillir des courses de nuit. Il était le plus long circuit équipé d'éclairage jusqu'à ce que le Daytona International Speedway en soit équipé en 1998. En 1994, ils injectent 1 million de $ pour équiper l'infield (aire centrale du circuit) de nouveaux garages d'une superficie totale de 20 000 m2.
En 1995, le pilote Russell Phillips (en), âgé de 26 ans, est tué à la suite d'un des plus horribles accidents de l’histoire de la course automobile.
De 1997 à 1999, la piste accueille des courses d'Indycar Series. Lors du 66e tour de la course de 1999, à la suite d'un accident, une voiture perd une de ses roues laquelle est projetée dans les gradins par une autre voiture. Trois spectateurs sont tués et huit autres sont blessés. La course est arrêtée. Les courses d'Indycar Series ne sont plus revenues sur le circuit depuis lors. Cet accident, ainsi qu'un similaire en juillet 1998 lors d'une course de Champ Car au Michigan International Speedway, induiront de nouvelles règles de sécurité et notamment l'obligation de sangles reliant la roue au moyeux des roues pour l'empêcher de se libérer complètement de la voiture en cas d'accident. De plus, afin d'éviter que des débris ne puissent arriver dans les gradins, les grillages équipant l'extérieur des pistes du circuit de Charlotte (ainsi que les autres circuits propriété de SMI) seront relevés, passant d'une hauteur de 15 pieds (4,57 m) avec surplomb de 3 pieds (0,91 m) à une hauteur de 21 pieds (6,4 m) avec surplomb de 6 pieds (1,83 m).
En février 1999, la société Lowe's achète les droits du nom du circuit. Celui-ci devient le premier du pays à avoir ses courses sponsorisées. Le contrat ne sera pas renouvelé pas la société après la saison 2009 de NASCAR. Le circuit reprend alors son nom originel à partir de la saison 2010.
En 2005, la surface de la piste commence à fortement se dégrader. Elle avait été refaite pour la dernière fois en 1994. Via un procédé dénommé lévitation, un meulage de la piste à l'aide de diamants est effectué dans l'optique d'aplanir les bosses qui s'y étaient développées. Néanmoins, la surface de la piste causera de gros problèmes d'usure des pneus au cours des deux courses de NASCAR cette année-là. Un nombre élevé d’accidents sera causé en raison de la défaillance de pneus provoquée par la rugosité de la surface de la piste. En 2006, celle-ci est alors entièrement refaite.
Le président Humpy Wheeler prend sa retraite après le Coca-Cola 600 du 25 mai 2008 et est remplacé par Marcus Smith.
À la fin de la saison 2008, la capacité d'accueil du public est réduite de 20 000 unités et la largeur des sièges de la tribune principale passent de 18 pouces (45,72 cm) à 22 pouces (55,88 cm) pour offrir un meilleur confort aux spectateurs (les sièges plus larges avaient été récupérés au stade Charlotte Coliseum récemment démoli).
Le 22 septembre 2010, l'organisation du circuit annonce un partenariat avec la société Panasonic laquelle installera sur le circuit le plus large écran vidéo en haute définition du monde,. L'écran mesure approximativement 200 pieds (60,96 m) de large sur 80 pieds (24,38 m) de haut. Il contient 9 millions de LEDs. Il est situé entre les virages 2 et 3 le long de la ligne droite arrière. Un écran plus large encore sera installé par la suite au Texas Motor Speedway. La tour Diamond Terrace est démolie en 2014 pour réduire la capacité totale du circuit à 89 000 spectateurs. La capacité des places est réduites de 31 % à cause de la diminution constante du nombre de spectateurs, diminution constatée non seulement sur ce circuit mais également lors des autres courses de NASCAR, provoquant notamment des rénovations et diminution de sièges au Daytona International Speedway,.

### Effondrement d'une passerelle
Le 20 mai 2000, après la course NASCAR All-Star Race de nombreux spectateurs retournent à pied vers leur parking, empruntant une passerelle surplombant l'autoroute. Une section de cette passerelle longue de 80 pieds (24,38 m) s'effondre sur celle-ci. Au total, 107 fans sont blessés à la suite d'une chute de 17 pieds (5,18 m). Près de cinquante actions judiciaires sont intentées contre le circuit à la suite de cet incident. La plupart sont réglées avant d'arriver devant les tribunaux. L'enquête met en cause la société Tindall Corp. laquelle avait utilisé un mauvais additif pour accélérer la prise du béton placé au centre de la passerelle. L'additif contenait du chlorure de calcium qui avait attaqué les câbles d’acier de la structure entraînant son l'effondrement. Cet incident est considéré comme un des plus gros désastre de l'histoire de la NASCAR.

## Événements
| - NASCAR Cup Series - All-Star Race - Coca-Cola 600 - Bank of America 500 - NASCAR Xfinity Series - Alsco 300 300 (en) - Drive for the Cure 250 (en) - NASCAR Camping World Truck Series - North Carolina Education Lottery 200 (en) - NASCAR Whelen Southern Modified Tour (en) - Southern Slam 150 - NHRA Mello Yello Drag Racing Series (en) - NHRA Carolina Nationals - NHRA Wide Nationals (ex ZMax 4) - MXGP - MXGP of Americas - World of Outlaws (en) - Circle K/NOS Energy Drink Outlaw Showdown (Craftsman Sprint Cars (en)) - Bad Boy Off Road World Finals (Craftsman Sprint Cars (en), Craftsman Late Models (en), Super DIRTcar Series) - TORC: The Off Road Championship (en) - Showdown in Charlotte - AMA Pro Flat Track (en) - Don Tilley Memorial Charlotte Half-Mile - INEX raceCeiver Legends Car Series/Bandoleros - Bojangles Summer Shootout Series - Winter Heat Series - Legends All Star (en) (2010–2013, 2015) - Speed Energy Formula Off-Road (en) (2016). | - Grand Prix de Charlotte (2000) - ASA National Tour (en) (2004) - ARCA Racing Series presented by Menards (en) (1996–2004) - Champ Truck World Series (2015) - Fastrak Racing Series (2006–2010) - Championnat IMSA GT (1971, 1974, 1982–1986) - INEX raceCeiver Legends Car Series /Bandoleros - Legend Car Dirt Nationals (2001) - INEX Bandolero Nationals (2015) - IROC (1996–1997) - NASCAR Goody's Dash Series/IPOWER Dash Series (en) (1975–1976, 1985–1988, 1997–2004) - Championnat américain de supercross (1996–1998) - Mystik Lubricant's Terracross Championship (2014) - NASCAR K&N Pro Series East (en) (1987) – course combinée avec la NASCAR Xfinity Series - NASCAR Sportsman Division (1989–1995) - National Dirt Racing Association - Crate Late Models (2010–2013) - Modz Series (2011) - Pirelli World Challenge (2000, 2007) - Red Bull Global Rallycross (2012–2014) - SCCA Formule Super Vee (1974, 1978–1982) - Super DIRTcar Series - Eckerd 100 (2001–2005) - USAC - AMSOIL National Sprint Cars (2003–2005) – Circuit terre battue - Honda National Midget Championship (1998) – Circuit 1/4 de mile - IndyCar Series - VisionAire 500K (en) (1997–1999) - World of Outlaws (en) Late Model Series - WoO LM October Showdown |

### Autres événements
Avec pas moins de 380 événements organisés par an, le site est considéré comme le complexe sportif le plus utilisé du pays.
Deux fois par an, il accueille le Salon de l'auto de Charlotte, un des plus grands du pays. Des films et des publicités ont été filmées sur le circuit speedway dont le célèbre Days of Thunder (Jours de tonnerre). C'est également une halte touristique très populaire et un endroit où les voitures peuvent être testées.
Le site accueille également plusieurs écoles de conduite toute l’année comme la Richard Petty Driving Experience où les élèves peuvent tester le superspeedway au volant d'une voiture de course.
Une exposition de sculptures a eu lieu lors du salon de l'auto d'avril 2005. Elle a rencontré un vif succès. Les sculptures grandeurs natures de Jim Gary (en) (les Twentieth Century Dinosaurs) représentaient des dinosaures construits à partir de pièces automobiles. Une tente spéciale abritait l’exposition et une immense sculpture de plus de quarante pieds de long est restée à l’entrée du circuit pendant toute la durée du salon. H. A. "Humpy" Wheeler et le circuit sponsorisèrent le transport des œuvres de Jim Gary vers le Belk College of Business (en) sur le campus de l'Université de Caroline du Nord à Charlotte où les œuvres furent visibles jusqu'à la fin du mois de juillet.
Le circuit accueille les 2 et 3 octobre 2012, les auditions de la douzième saison de l'American Idol.
Depuis 2013, le festival d'hard rock et de heavy metal dénommé Carolina Rebellion (en) se déroule le premier weekend du mois de mai sur l'aire de camping du circuit (le Rock City Campgrounds). Des groupes tels les Avenged Sevenfold, Kid Rock, Deftones, Disturbed, ZZ Top, Halestorm, Sevendust, Anthrax, Five Finger Death Punch et All That Remains s'y sont produits. En 2016, le festival a même eu lieu sur trois jours pour une assistance de 80 000 personnes.

## Records
| Record                            | Année             | Date              | Pilote            | Marque voiture    | Temps               | Vitesse moyenne            |
| NASCAR Cup Series                 | NASCAR Cup Series | NASCAR Cup Series | NASCAR Cup Series | NASCAR Cup Series | NASCAR Cup Series   | NASCAR Cup Series          |
| --------------------------------- | ----------------- | ----------------- | ----------------- | ----------------- | ------------------- | -------------------------- |
| Qualifications                    | 2014              | 9 octobre         | Kurt Busch        | Chevrolet         | 27,167 s            | 198,771 milles (319,89 km) |
| Course (600 miles)                | 2016              | 29 mai            | Martin Truex Jr.  | Toyota            | 3 h 44 min 5 s      | 160,655 milles (258,55 km) |
| Course (500 miles)                | 1999              | 10 octobre        | Jeff Gordon       | Chevrolet         | 3 h 7 min 31 s      | 160,306 milles (257,99 km) |
| NASCAR Xfinity Series             |                   |                   |                   |                   |                     |                            |
| Qualifications                    | 2005              | 11 octobre        | Jimmie Johnson    | Chevrolet         | 28,763 s            | 187,735 milles (302,13 km) |
| Course (300 miles)                | 1996              | 25 mai            | Mark Martin       | Ford              | 1 h 55 min 23 s     | 155,996 milles (251,05 km) |
| NASCAR Camping World Truck Series |                   |                   |                   |                   |                     |                            |
| Qualifications                    | 2014              | 16 mai            | Kyle Busch        | Toyota            | 29,384 s            | 183,773 milles (295,75 km) |
| Course (200 miles)                | 2003              | 16 mai            | Ted Musgrave (en) | Dodge             | 1 h 45 min 5 s      | 114,768 milles (184,7 km)  |
| Verizon IndyCar Series            |                   |                   |                   |                   |                     |                            |
| Qualifications                    | 1998              | 24 juillet        | Tony Stewart      | G-Force           | 24,490 s            | 220,498 milles (354,86 km) |
| Course (312 miles)                | 1997              | 26 juillet        | Buddy Lazier      | Dallara           | 1 h 55 min 29,224 s | 162,096 milles (260,87 km) |
| Source:                           |                   |                   |                   |                   |                     |                            |

| Record               | Année | Date         | Pilote            | Véhicule                      | Temps   | Vitesse moyenne           |
| -------------------- | ----- | ------------ | ----------------- | ----------------------------- | ------- | ------------------------- |
| Pro Stock Car        | 2008  | 13 septembre | Kurt Johnson (en) | Chevrolet Cobalt              | 6,680 s | 206,95 milles (333,05 km) |
| Pro Stock Motorcycle | 2008  | 13 septembre | Matt Smith        | Buell                         | 6,952 s | 192,08 milles (309,12 km) |
| Monster Truck        | 2012  | 17 mars      | Randy Moore       | Aaron's Outdoor Monster Truck |         | 96,80 milles (155,78 km)  |

Note : La NHRA ne conserve pas les records pour Top Fuel ou Funny Car à cause de la distance de 1 000 pieds utilisée dans les deux catégories.

## Photos

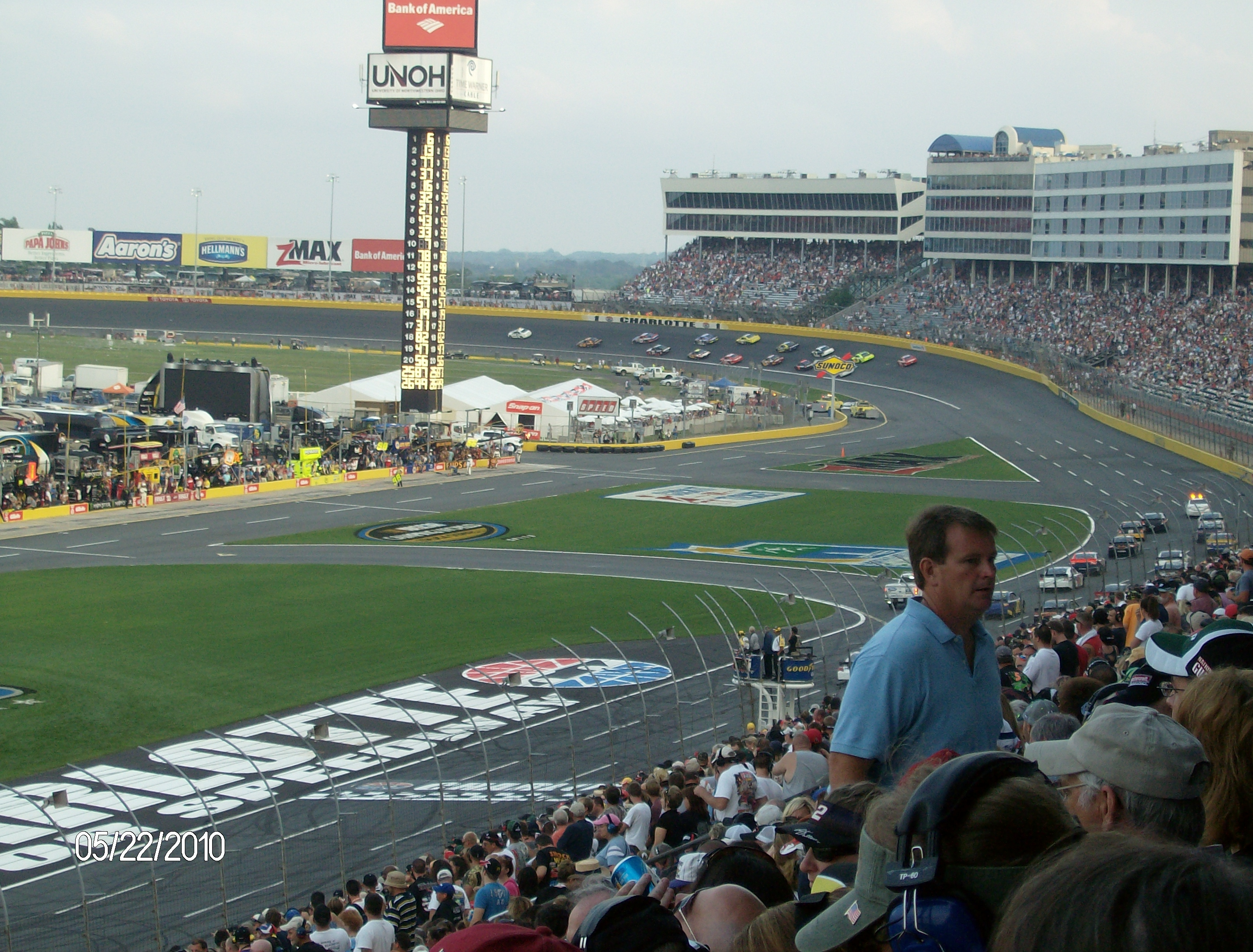
All-Star Showdown 2010.
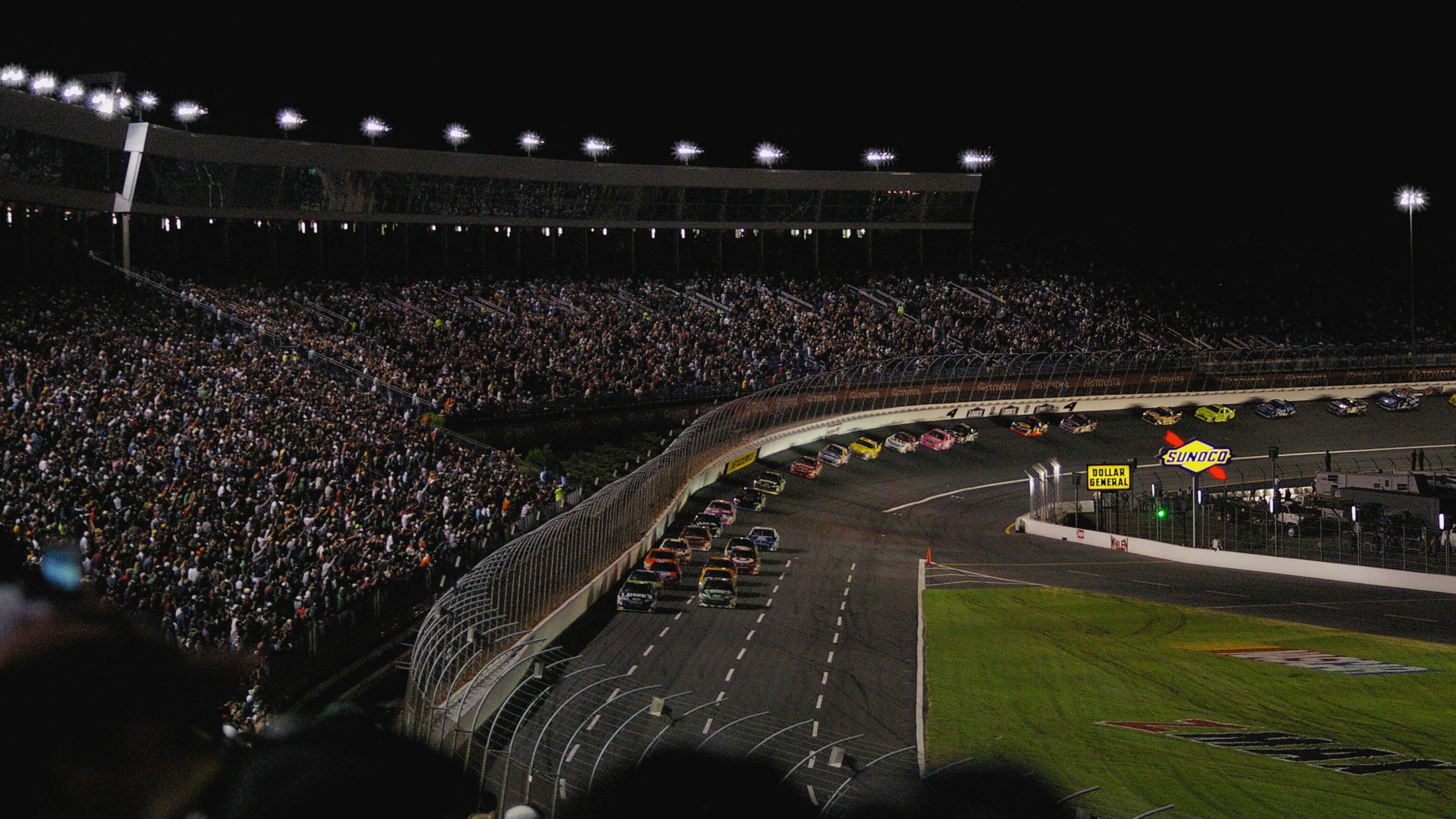
En octobre 2008, course de nuit.
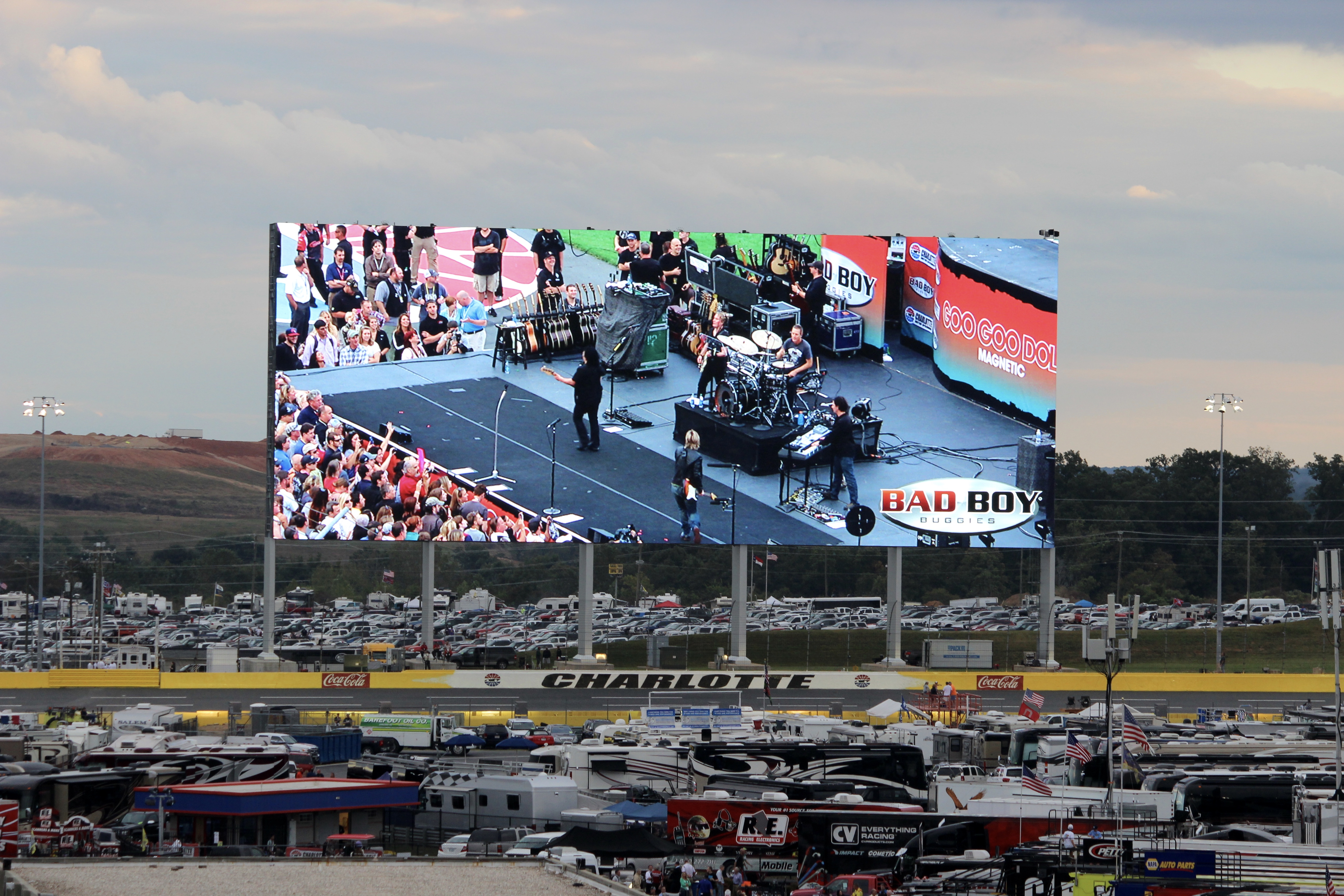
Vue sur lécran géant de 200x80 ft depuis la tribune principale en octobre 2013.
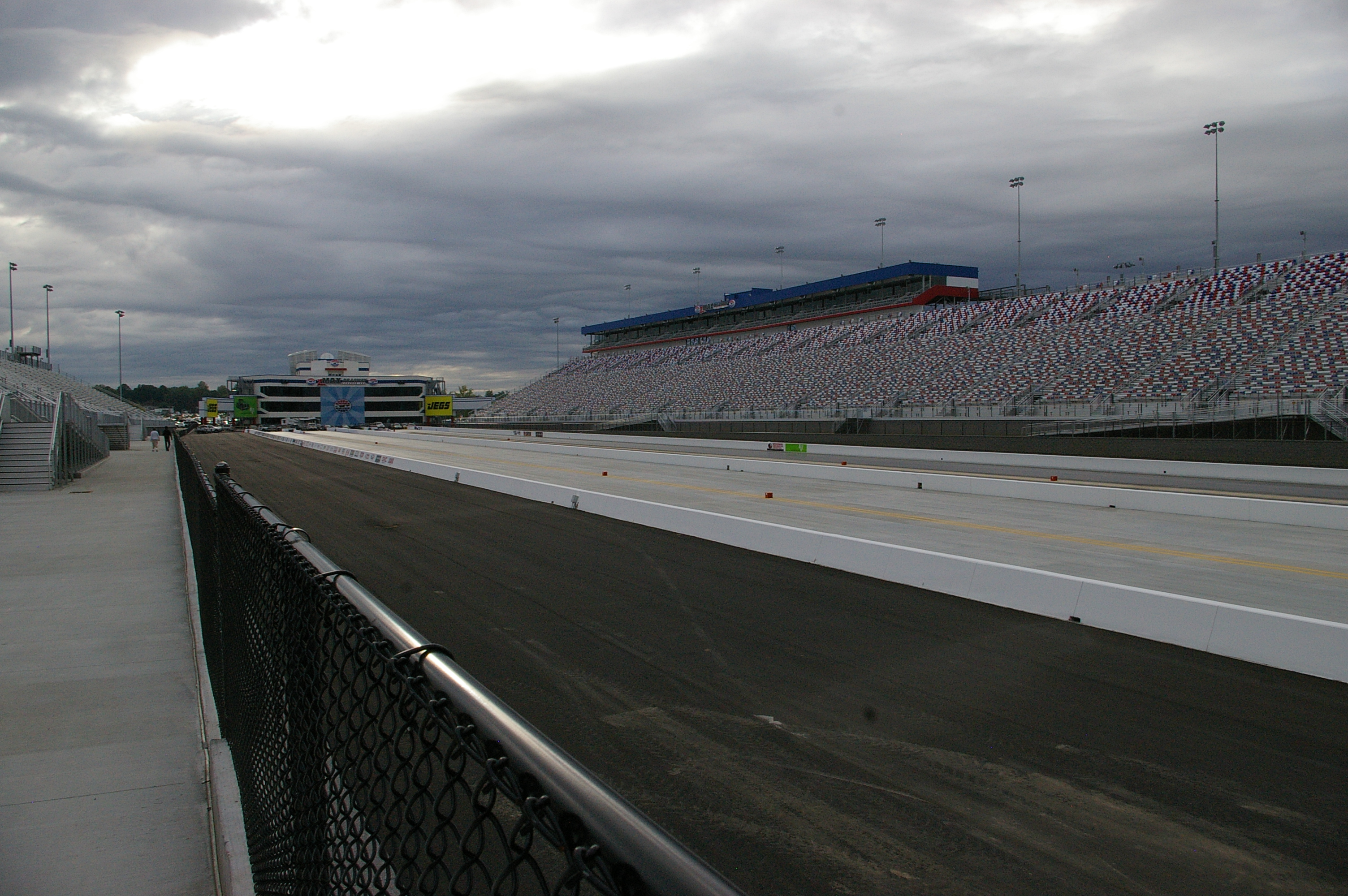
La Dragstrip zMax en 2008.